# 彼德拉伊塔德卡斯特罗
彼德拉伊塔德卡斯特罗，是西班牙卡斯蒂利亚-莱昂萨莫拉省的一个市镇。 总面积21平方公里，总人口148人（2001年），人口密度7人/平方公里。